# Peter van Doorn
Pieter "Peter" van Doorn (Berlicum, 29 januari 1946) is een Nederlands voormalig wielrenner die actief was op de baan.
Van Doorn werd meerdere malen Nederlands kampioen op de baan in verschillende disciplines en categorieën.
In 1969 werd hij samen met Wim Koopman kampioen op de tandemsprint voor amateurs. Datzelfde jaar werd hij derde op de 1 kilometer voor de elite. In 1970 en 1971 werd hij nogmaals kampioen op de tandemsprint voor amateurs, ditmaal met Jan Jansen. In 1972 werd hij kampioen op de 1 kilometer voor elite en wederom op de tandemsprint voor amateurs, deze keer met Klaas Balk.
In 1975 behaalde hij zijn laatste ereplaats op de nationale kampioenschappen: hij werd derde op de 1 kilometer voor elite.
Peter van Doorn deed in 1972 namens Nederland mee aan de Olympische Spelen in München. Hij deed in het Olympia-Radstadion mee aan de tijdrit (1km), sprint (1km) en de tandemsprint (2km, met Klaas Balk). In de sprint werd hij in de kwartfinales uitgeschakeld, wat gelijkstaat aan een gedeelde vijfde plaats, met Niels Fredborg (Denemarken), Jürgen Geschke (Oost-Duitsland) en Massimo Marino (Italië). Ook in de tandemsprint werd hij uitgeschakeld in de kwartfinale, dus tevens een vijfde plaats. Op de tijdrit werd hij elfde.
Van Doorn reed nooit bij een professionele wielerploeg.

## Overwinningen
1969
- Nederlands kampioen tandemsprint, Amateurs (met Wim Koopman)

1970
- Nederlands kampioen tandemsprint, Amateurs (met Jan Jansen)

1971
- Nederlands kampioen tandemsprint, Amateurs (met Jan Jansen)
- Nederlands kampioen baanwielrennen over 1 kilometer, Amateurs
- Nederlands kampioen sprint

1972
- Nederlands kampioen baanwielrennen over 1 kilometer, Elite
- Nederlands kampioen tandemsprint, Amateurs (met Klaas Balk)

Aling · 
Benjamins ·
Beurskens ·
Blok · 
Broere ·
Bruessing ·
van Doorn ·
Duijndam ·
Hulzebosch ·
van der Meijden ·
Priem ·
de Vlam ·
Westrus